# Луцкий национальный технический университет
Луцкий национальный технический университет (укр. Луцький національний технічний університет) — государственное техническое учебное заведение высшего образования Украины, расположенное в городе Луцк.

## История
История Луцкого национального технического университета отсчитывается с 1966 года, когда, согласно приказу Министерства высшего и среднего специального образования УССР, в городе Владимир-Волынский было образовано отделение общетехнического факультета Киевского автомобильно-дорожного института (ныне Национальный транспортный университет). Инициатором этой идеи были директор Луцкого автомобильного завода Н. В. Романюк и ректор Киевского автомобильно-дорожного института Е. П. Вериженко. Первый набор студентов насчитывал 105 человек.
В 1968 году отделение общетехнического факультета Киевского автомобильно-дорожного института (КАДИ), возглавляемое Д. М. Коновалюком, стало Луцким общетехническим факультетом Киевского автомобильно-дорожного института. В 1971 году этот факультет переподчинили Украинскому институту инженеров водного хозяйства (ныне Национальный университет водного хозяйства и природопользования). Однако вскоре коллегия Министерства образования изменила свое решение и передало Луцкий общетехнический факультет в подчинение Львовского политехнического института (ныне Национальный университет «Львовская политехника»).
В 1975 году Луцкий общетехнический факультет Львовского политехнического института был реорганизован в Луцкий филиал Львовского политехнического института с соответствующим отделением в городе Нововолынск. Первым директором филиала, состоявший сначала из двух факультетов (вечернего и общетехнического) и четырёх кафедр, на которых осуществлялась подготовка специалистов по двенадцати специальностям, стал И. М. Хорольский.
Структура филиала впоследствии совершенствовалась, и путем разделения кафедры общеинженерных дисциплин были выделены кафедры общетехнических дисциплин и инженерной графики. В 1985 году из некоторых кафедр были образованы факультеты.
Незадолго до распада СССР, Совет Министров Украинской ССР 1 апреля 1991 года принял Постановление № 87 о создании на базе Луцкого филиала Львовского политехнического института — Луцкого индустриального института. В октябре 1991 года в институте открыли аспирантуру и это учебное учреждение высшего образования получило право на присуждение ученых степеней кандидатов технических наук. Институт перешёл на многоуровневую систему организации учебного процесса, были внедрены программы подготовки бакалавра, специалиста, магистра по разным направлениям техники и экономики.
24 декабря 1997 года постановлением Кабинета Министров Украины № 1463 на базе Луцкого индустриального института был образован Луцкий государственный технический университет. 11 апреля 2008 Указом Президента Украины № 335/2008 Луцкому государственному техническому университета был присвоен статус национального.

## Деятельность
В настоящее время в Луцком НТУ имеются факультеты:
- Архитектуры, строительства и дизайна
- Бизнеса
- Экологии, туризма и электроинженерии
- Факультет компьютерных наук и информационных технологий
- Машиностроительный
- Технологический
- Финансов, учёта, лингвистики и права

В университете имеется единственная в Волынской области кафедра военной подготовки.
Ректорами учебного заведения были: Виктор Владимирович Божидарник (с 1991 года), Савчук Пётр Петрович (с 2015 года) и Ирина Михайловна Вахович (с 2020 года).
В числе известных выпускников вуза:
- Абаза, Алёна Анатольевна[укр.]
- Вахович, Ирина Михайловна
- Жичук, Ирина Николаевна[укр.]
- Михалик, Тарас Владимирович
- Положинский, Александр Евгеньевич
- Романюк, Николай Ярославович
- Торчинский, Сергей Георгиевич[укр.]